# Bupleurum eginense
Bupleurum eginense är en flockblommig växtart som först beskrevs av H.Wolff, och fick sitt nu gällande namn av Sven E. Snogerup. Bupleurum eginense ingår i släktet harörter, och familjen flockblommiga växter. Inga underarter finns listade i Catalogue of Life.